# Тимофеев, Степан Иванович
Степан Иванович Тимофеев (1921—2012) — русский советский и якутский писатель, прозаик, поэт и переводчик. Член Союза писателей СССР с 1964 года. Заслуженный работник культуры Якутии. Лауреат Большой литературной премии России (2005).

## Биография
Родилась 7 января 1921 года в Мегино-Кангаласском улусе Якутской АССР.
В 1939 году после окончания Якутской культурно-просветительной школы поступил в Ленинградском государственном театральном институте. В 1940 году призван в ряды Рабоче-Крестьянской Красной Армии. С 1941 года участник Великой Отечественной войны, воевал на Ленинградском фронте, участник боёв на Карельском перешейке и обороны Ленинграда.
С 1946 по 1986 год работал в Якутском книжном издательстве в должностях корректора и в последующем — редактора этого издательства.
Член Союза писателей СССР с 1964 года. С 1946 года Тимофеев начал своё литературное творчество, напечатав свои первые поэтические произведения. В 1955 году из под его пера вышла первая дебютная поэтическая книга стихов «Зелёная тропа», в дальнейшем Тимофеевым были написаны поэтические и прозаические произведения такие как:  «Сааскы тыал: хоһооннор, ырыалар» (1958), «Разношерстность» и «Эриэн-быраан эйгэтигэр» (1985), «Мүчүк» и «Ухмылка» (1989), «Понемногу» (1991), «Ненастные дни» (1995). На некоторые стихи Тимофеева были созданы песни ставшие народными, его произведения были переведены на русский, бурятский, киргизский, эвенский и туркменский языки.
С. И. Тимофеев так же занимался периодикой известных книг с русского на якутский язык, им были переведены такие книги как: «Четвёртая высота» Елены Ильиной, «Рядовой Александр Матросов» Павлв Журбы, повести «Р. В. С.» Аркадия Гайдара, трилогии «Живые и мёртвые»  Константина Симонова и рассказов Дмитрия Мамина-Сибиряка.
В 2005 году за книгу «Минувшие годы» Степану Ивановичу Тимофееву была присуждена Большая литературная премия России.
Скончался 26 декабря 2012 года в Якутске.

## Награды
- Орден Отечественной войны II степени (6.04.1985[6])
- Медаль «За оборону Ленинграда»[2]
- Медаль «За победу над Германией в Великой Отечественной войне 1941—1945 гг.»[2]
- Заслуженный работник культуры Якутии
- Почётный гражданин Мегино-Кангаласского улуса[7]

### Премии
- Большая литературная премия России (2005 — «За книгу «Минувшие годы»»[3])

## Память
- 9 июня 2010 года Указом Президента Республики Саха (Якутия) № 1979 именем С. И. Тимофеева было названо муниципальное общеобразовательное учреждение "Маганинская средняя общеобразовательная школа" муниципального района "Горный улус" Республики Саха (Якутия)[8].